# Globos de Ouro 2014
Die 19. Verleihung des Globo de Ouro fand am 18. Mai 2014 im Coliseu dos Recreios in Lissabon statt. Der Gala-Abend wurde von Bárbara Guimarães moderiert und vom mitveranstaltenden Fernsehsender SIC übertragen. Anastacia sang als Gast Stupid Little Things.
Den Globo de Ouro im Jahr 2014, für Leistungen im Jahr 2013, erhielten folgende Persönlichkeiten:

## Kategorien

### Kino
- Bester Film: É o Amor von João Canijo (Regisseur), Pedro Borges (Produzent)
nominiert:
  - Até Amanhã, Camaradas von Joaquim Leitão (Regisseur), Tino Navarro (Produzent)
  - Em Segunda Mão von Catarina Ruivo (Regisseurin) und Bárbara Valentina, Fernando Vendrell (Produzenten)
  - Um Fim do Mundo von Pedro Pinho (Regisseur) und Leonor Noiva, Filipa Reis (Produzentinnen)

- Beste Schauspielerin: Rita Blanco für A Gaiola Dourada, dt.: Portugal, mon amour (Regie: Ruben Alves)
nominiert:
  - Maria João Bastos für Bairro (Regie: Jorge Cardoso)
  - Anabela Moreira für É o Amor (Regie: João Canijo)
  - Rita Durão für Em Segunda Mão (Regie: Catarina Ruivo)

- Bester Schauspieler: Pedro Hestnes für Em Segunda Mão (Regie: Catarina Ruivo)
nominiert:
  - Joaquim de Almeida für A Gaiola Dourada, dt.: Portugal, mon amour (Regie: Ruben Alves)
  - Paulo Pires für Quarta Divisão (Regie: Joaquim Leitão)
  - Gonçalo Waddington für Até Amanhã, Camaradas (Regie: Joaquim Leitão)

### Sport
- Bester Sportler: Cristiano Ronaldo
- Bester Sportlerin: Sara Moreira
- Bester Trainer: Paulo Bento

### Mode
- Bestes weibliches Model: Sara Sampaio
- Bestes männliches Model: Fernando Cabral
- Bester Designer: Luís Onofre

### Theater
- Beste Schauspielerin: Maria José Paschoal
- Bester Schauspieler: João Perry
- Beste Aufführung: O Público von António Pires

### Musik
- Bester Einzelinterpret: Gisela João
- Beste Gruppe: Deolinda
- Bestes Lied: Para os Braços da Minha Mãe – Pedro Abrunhosa und Camané

### Entdeckung des Jahres (Publikumspreis)

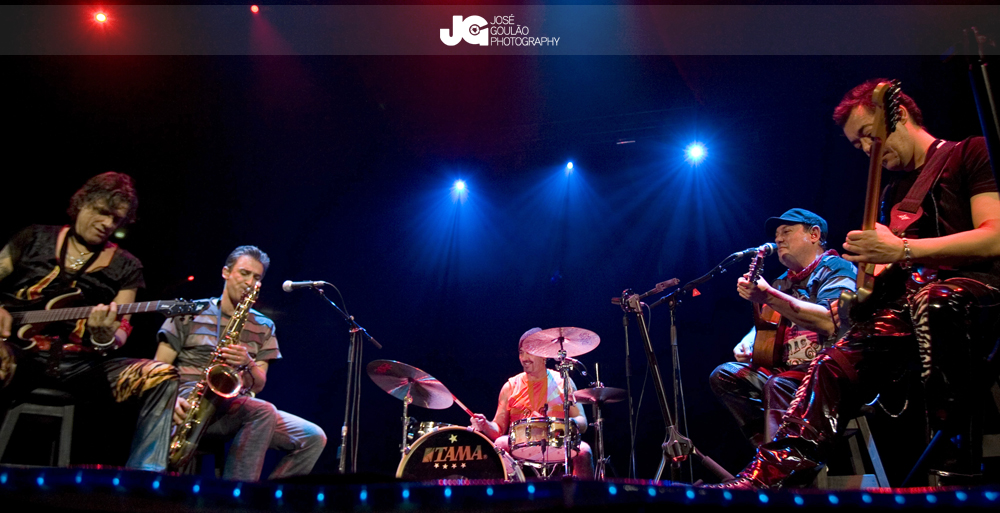
Xutos & Pontapés

- Sara Matos (Schauspielerin)

### Lebenswerk
- Xutos & Pontapés